# Masaya Oya
Masaya Oya (大箭将也, Oya Masaya), més conegut com a Camellia i Cametek, és un productor discogràfic de VOCALOID i un dels artistes emergents en EDM japonès. És un contribuïdor actiu i un dels primers guanyadors en el KAC2013 Original Song Contest. S'ha convertit en un de les principals compositores en les sèries de Sound Voltex, així també, és conegut per compondre cançons que a menut fan una mitjana al voltant de 200 BPM o més. Fora de Bemani, inclús ha llançat àlbums baix el seu propi cercle, KamelCamellia (かめるかめりあ, KamelCamellia). És membre de vàries discografies com: Exit Tunes, Down Force Records i Alstroemeria Records, i la seva popularitat li ha permès aparèixer com invitat en diversos cercles Doujin tales com HARDCORE TANO*C i Diverse System.
Masaya també toca tota mena d'instruments musicals, sent un expert en piano, baix i guitarra, a més de tenir una varietat d'estils musicals i comptats gèneres musicals. Ell està molt versat en EDM, Dubstep, electro, Glitch hop i Tràngol psicodèlic, però sovint fa Trap, Hardcore techno, Hardstyle i Speedcore. Fins i tot també ha compost Denpa, sovint col·laborant i fins i tot llançant alguns àlbums juntament amb la cantant Nanahira.
Masaya Oya també és part de la marca beatnation Rècords, sent elegit l'abril de 2014, per elecció de Sota Fujimori.